# 엔비디아 GRID

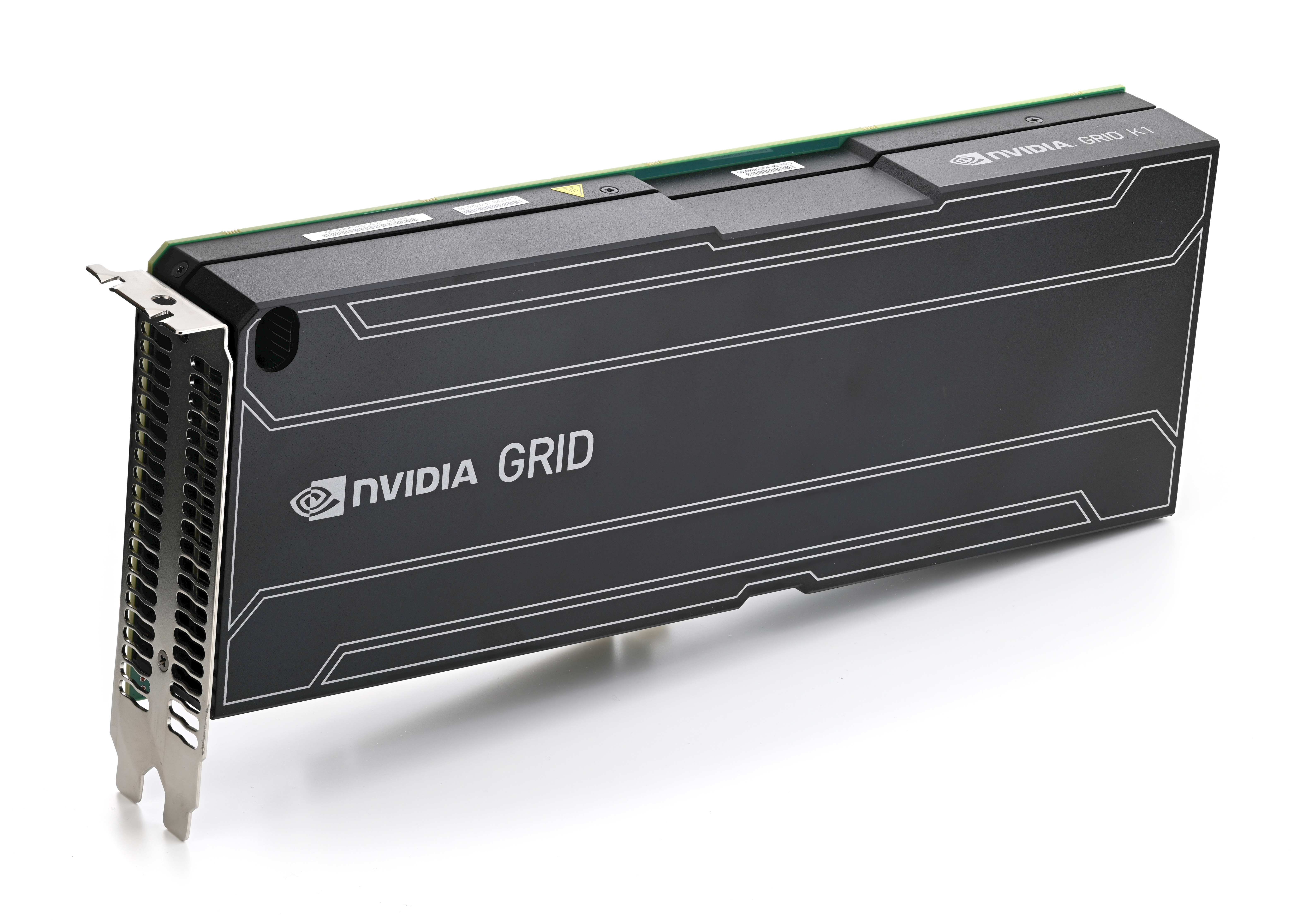
이 GRID K1 GPU는 각각 4GB의 그래픽 메모리를 가진 4개의 독립적인 GK107 GPU를 사용하여 4개의 좌석에 VDI를 제공한다.

엔비디아 GRID(Nvidia GRID)는 엔비디아가 2008년에 선보인 그래픽 처리 장치(GPU) 제품군으로, GPU 가상화 및 클라우드 게임에 특화되어 있다. 엔비디아 GRID는 그래픽 처리와 비디오 인코딩을 하나의 장치에 통합하여 클라우드 기반 비디오 게임 스트리밍의 입력-디스플레이 지연 시간을 줄일 수 있다. 이전에 엔비디아의 유료 클라우드 게임 서비스인 지포스 나우에서 사용되었다.
엔비디아의 많은 카드들이 게이밍으로 알려져 있지만, 최근에는 GPU 가속을 사용하는 비즈니스 애플리케이션의 성장이 있었다. 엔비디아 GRID K1 및 K2는 슈퍼마이크로 서버 클러스터와 통합되어 그래픽 및 컴퓨터 지원 설계(CAD)와 같은 3D 집중 애플리케이션에 사용되고 있다. 2015년, 마이크로소프트는 엔지니어, 디자이너, 연구원과 같은 전문가를 대상으로 하는 애저 엔터프라이즈 클라우드 플랫폼의 일부로 엔비디아 GRID를 포함하기 시작했다.
|                  | GRID K1      | Grid K2       |
| ---------------- | ------------ | ------------- |
| 마이크로아키텍처 | 케플러       | 케플러        |
| GPU 수           | 4× GK107     | 2× GK104      |
| CUDA 코어 수     | 4× 192       | 2× 1536       |
| 메모리 사이트    | 4× 4 GB DDR3 | 2× 4 GB GDDR5 |
| 최대 전력        | 130 W        | 225 W         |